# Mosze Gafni
Mosze Gafni, hebr. משה גפני, (ur. 5 maja 1952 w Tel Awiwie) – izraelski polityk, rabin, w latach 1988–1992, 1994–1998 oraz od 1999 poseł do Knesetu z list Sztandaru Tory i Zjednoczonego Judaizmu Tory.
Urodził się w Tel Awiwie, tam też otrzymał wykształcenie w jesziwie i w wyższych szkołach religijnych. Zasiadał w radzie lokalnej miejscowości Ofakim, był także przewodniczącym społeczności religijnej pustyni Negew. Opublikował wiele artykułów o treści religijnej w czasopismach Jated Ne’eman i Hamodia.
Po raz pierwszy wszedł do dwunastego Knesetu. W szesnastym Knesecie (2003) był przewodniczącym grupy parlamentarnej partii Sztandaru Tory. Był jej sekretarzem generalnym.
Zasiadał w Knesetach XII, XIII, XIV, XV, XVI, XVII, XVIII, XIX, XX i XXI kadencji.